# Hidronijum
U hemiji, hidronijum jon je katjon H
3O+
. To je tip oksonijum jona proizvedenog protonacijom vode. Ovaj katjon se često koristi za predstavljanje prirode protona u vodenom rastvoru, gde je proton visoko solvatisan (vezan za rastvarač). Realnost je daleko komplikovanija, i proton se vezuje za nekoliko molekula vode, tako da su druge notacije poput  i  tačniji opisi okruženja protona u vodi. Jon H
3O+
 je bio detektovan u gasovitoj fazi.

## Određivanjevrednosti
Odnos koncentracije hidronijum jon i hidroksida određuje  vrednost rastvora. Molekuli u čistoj vodi se disociraju u hidronijum i hidroksilne jone uspostavljajući sledeću ravnotežu:
2 H
2O ⇌ OH−
 + H
3O+

U čistoj vodi, postoji jednak broj hidroksid i hidronijum jona, tako da ona ima neutralni pH od 7. pH vrednost manja od 7 indicira kiseli rastvor, dok je pH iznad 7 svojstven za bazne rastvore. (Treba napomenuti da ovo važi na 25 °, i da je ravnoteža zavisna od temperature).

## Spoljašnje veze
- Hidronijum jon[мртва веза]